# Hosianna (musikalbum)
Hosianna är ett studioalbum av Lars Winnerbäck, utgivet den 18 september 2013. Det var den första skivan efter fyra års uppehåll och släpptes på både CD och vinyl. Från skivan släpptes singeln Utkast till ett brev både som digital singel och på vinyl i begränsad upplaga, 1000 ex. Både den och spåret Vem som helst blues placerade sig på Svensktoppen.

## Låtlista
1. Vi åkte aldrig ut till havet
2. Gå med mig vart jag går (med Joakim Thåström)
3. Monsterteorin
4. Vem som helst blues
5. Det gick inte
6. Skolklockan
7. Utkast till ett brev
8. Ett slags liv
9. Blåser från ditt håll
10. Hosianna

## Listplaceringar
| Lista (2013) | Topplacering |
| ------------ | ------------ |
| Norge        | 3            |
| Sverige      | 1            |

### Fotnoter
1. ↑  ”Hosianna”. Norwegiancharts. 25 februari 2013. http://norwegiancharts.com/showitem.asp?interpret=Lars+Winnerb%E4ck&titel=Hosianna&cat=a. Läst 5 december 2014.
2. ↑  ”Hosianna”. Swedishcharts. 25 februari 2013. http://swedishcharts.com/showitem.asp?interpret=Lars+Winnerb%E4ck&titel=Hosianna&cat=a. Läst 5 december 2014.